# Maria Malmer Stenergard

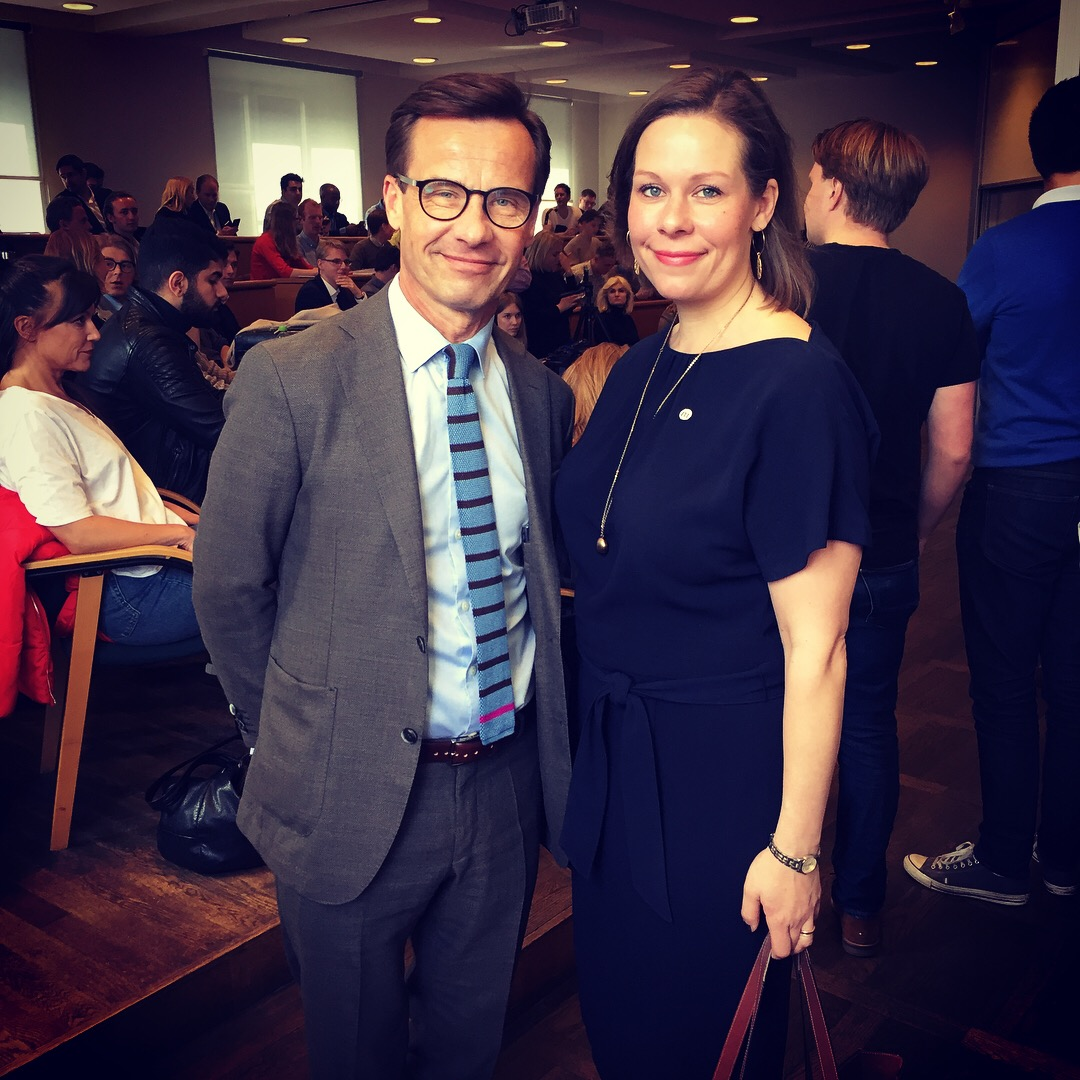
Maria Malmer Stenergard med Ulf Kristersson i maj 2018 i samband med lanseringen av rapporten ”Klimatpolitik för hoppfulla”.

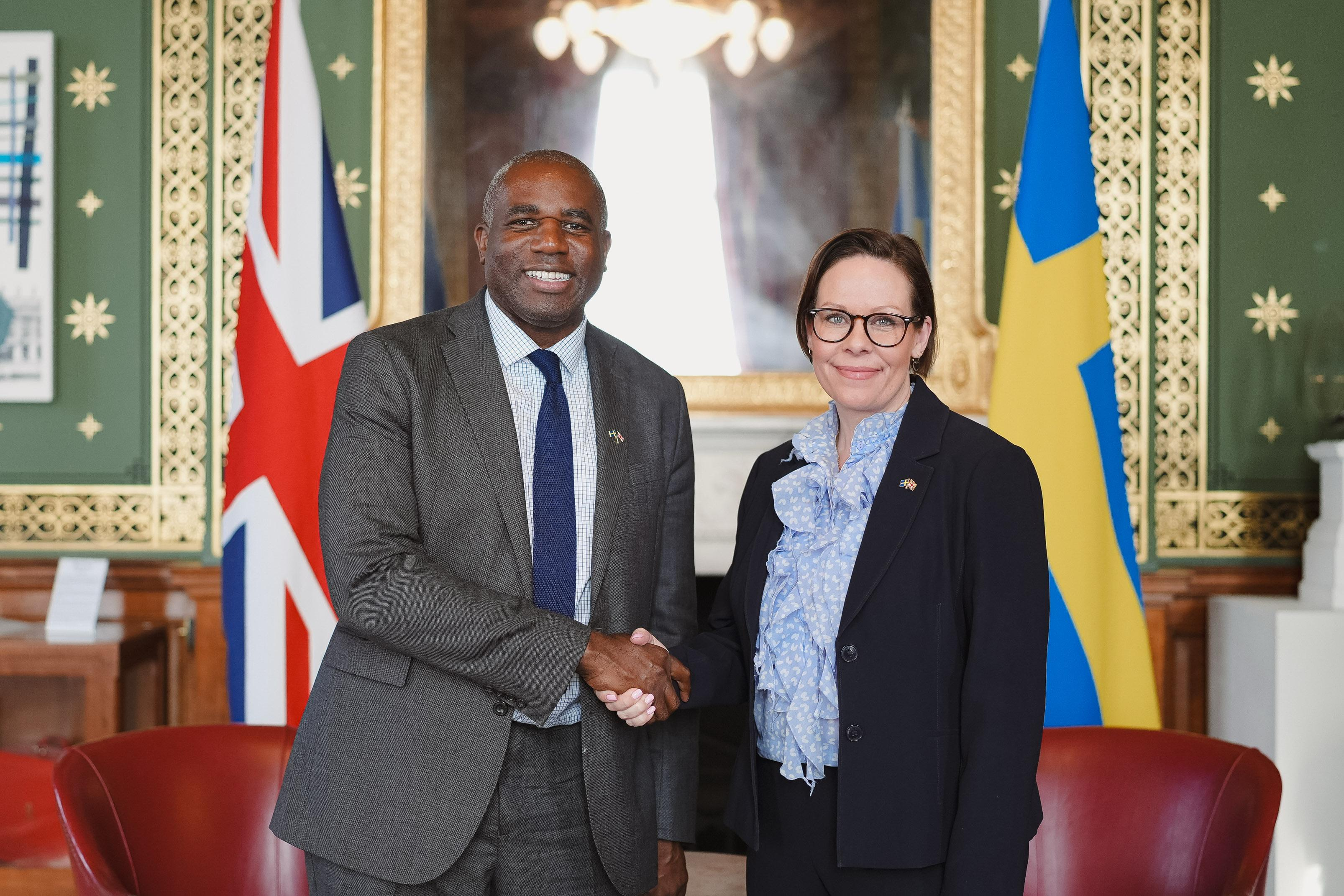
Maria Malmer Stenergard med den brittiske utrikesministern David Lammy i London, 1 maj 2025.

Eva Maria Louise Malmer Stenergard, född Malmer 23 mars 1981 i Kristianstad, är en svensk jurist och politiker (moderat). Sedan 10 september 2024 är hon Sveriges utrikesminister och chef för Utrikesdepartementet i regeringen Kristersson. Innan dess var hon från 18 oktober 2022 Sveriges migrationsminister och statsråd i Justitiedepartementet i samma regering.
Hon är riksdagsledamot sedan 2014, invald för Skåne läns norra och östra valkrets.

## Biografi
Malmer Stenergard studerade samhällsvetenskapliga programmet på Söderportgymnasiet i Kristianstad och tog studenten 1999. Därefter flyttade hon till Lund för att bedriva akademiska studier vid Lunds universitet. Hon avlade en kandidatexamen (B.A.) i systemvetenskap 2002. Hon arbetade som systemvetare på Tetra Pak åren 2002–2003. Hon återvände sedan till studierna och började juristprogrammet 2003. Hon avlade juristexamen (LL.M.) 2008 vid Lunds universitet. Hon har även läst vid Stureakademin.
Under studietiden i Lund var hon engagerad i Moderata Ungdomsförbundet (MUF) och Fria Moderata Studentförbundet. Hon var ordförande för Fria Moderata Studentföreningen i Uppsala (numera Geijerska Studentföreningen) åren 2005–2006 och viceordförande för Fria Moderata Studentförbundet åren 2006–2007.
Efter att ha tjänstgjort som tingsnotarie vid Hässleholms tingsrätt 2009–2011 började hon arbeta som kronofogde på Kronofogdemyndigheten i Kristianstad, där hon var verksam fram till 2014, då hon valdes in i Sveriges riksdag.
Malmer Stenergard är ordinarie ledamot i riksdagen för Moderaterna sedan valet 2014, invald för Skåne läns norra och östra valkrets. I valet 2022 blev hon personvald.
Hon var skattepolitisk talesperson för Moderaterna 2016–2017 och miljö- och jordbrukspolitisk talesperson 2017–2019. Hon var sedan migrations- och socialförsäkringspolitisk talesperson 2019–2022, och under den perioden även ordförande i socialförsäkringsutskottet.
Efter valsegern för högeroppositionen i riksdagsvalet 2022 blev Malmer Stenergard migrationsminister i regeringen Kristersson, med uppdrag att genomföra den åtstramade invandringspolitik som regeringspartierna och Sverigedemokraterna kommit överens om i Tidöavtalet. Efter att utrikesminister Tobias Billström i september 2024 meddelat sin avgång utsågs Malmer Stenergard till ny utrikesminister.
Malmer Stenergard är gift med näringspolitiske  experten David Stenergard och har två barn.